# Botohili Ndruria
Botohili Ndruria is een bestuurslaag in het regentschap Nias Selatan van de provincie Noord-Sumatra, Indonesië. Botohili Ndruria telt 511 inwoners (volkstelling 2010).